# Angelique Correze-Hubert
Angelique Correze-Hubert (ur. w 1976) – francuska snowboardzistka. Nie startowała na igrzyskach olimpijskich. Jej najlepszym wynikiem na mistrzostwach świata w snowboardzie było 10. miejsce w snowcrossie na mistrzostwach w Berchtesgaden. Najlepsze wyniki w Pucharze Świata osiągnęła w sezonie 1998/1999, kiedy to zajęła 39. miejsce w klasyfikacji generalnej.
W 1999 r. zakończyła karierę.

## Sukcesy

### Mistrzostwa Świata
| Miejsce | Dzień       | Rok  | Miejscowość   | Konkurencja       | Zwycięzca        |
| ------- | ----------- | ---- | ------------- | ----------------- | ---------------- |
| 48.     | 15 stycznia | 1999 | Berchtesgaden | Slalom równoległy | Marion Posch     |
| 10.     | 17 stycznia | 1999 | Berchtesgaden | Snowboardcross    | Julie Pomagalski |

### Puchar Świata

#### Miejsca w klasyfikacji generalnej
- 1996/1997 - 116.
- 1997/1998 - 109.
- 1998/1999 - 39.

#### Miejsca na podium
1. Grächen – 22 stycznia 1999 (snowcross) - 3. miejsce